# والاس استرلینگ
والاس استرلینگ (انگلیسی: Wallace Sterling؛ ۶ اوت ۱۹۰۶ – ۱ ژوئیه ۱۹۸۵) یک سیاست‌مدار اهل ایالات متحده آمریکا بود.